# Teorie odrazu
Teorie odrazu je jednou z teorií poznání.
Tuto teorii zastávali ve starověku atomisté, kteří měli zato, že od věcí se neustále uvolňují skupiny atomů, které pak skrze smysly pronikají do duše. Seskupení těchto atomů pak tvoří obrazy. Podobně i John Locke považoval rozum za cosi zcela pasivního a čistého (tabula rasa), do něhož se vše otiskuje či zobrazuje. Na tuto teorii navazuje i Vladimir Iljič Lenin, který se domníval, že realita se v nás kopíruje, fotografuje, zobrazuje.
V tomto modelu se však problém poznání neřeší. Důkazem toho je prostá otázka, jak tento odraz vidíme, neboť vidění není ani odrazem, ani zobrazením. Tato teorie sice popisuje příčinný děj, avšak nikoli podstatu problému. Edmund Husserl kritizuje tuto teorii s poukazem na skutečnost, že nelze rozlišit, zda člověk poznává obraz skutečnosti či skutečnost samotnou a toto poznávání obrazu obrazu pak může ustupovat donekonečna.